# Autódromo Juvenal Jeraldo
El Autódromo Juvenal Jeraldo, también conocido como Autódromo de Huachalalume, es un autódromo ubicado en la localidad de Huachalalume, en el límite de las comunas de La Serena y Coquimbo, en la Región de Coquimbo, en Chile.
El circuito alberga competencias de automovilismo amateur y profesional.
Las categorías de automóviles que compiten son las siguientes:
- Fiat 125  (Corrida desde 2002)
- Fiat 600 Estándar (anteriormente llamada Fiat 600 Standard A) (corrida desde 1985)
- Nissan V16
- Fórmula 3 Chilena
- TC2000
- Piques 1/4 de Milla
- TP Race
- Coseche Motorsport by Opel

Antiguamente, había otras categorías que componían el programa de carreras, actualmente desaparecidas y eran las siguientes:
- "Categoría 0-850 c.c." (categoría multimarca corrida desde 1985 hasta ser descontinuada en 1989)
- Fiat 600 Standard N o Principiantes (corrida desde 1986 hasta ser descontinuada en 1995)
- Fiat Sport 850 (corrida desde 1991 hasta ser descontinuada en 1998)
- Fiat Turismo 600 (categoría corrida desde 1997 hasta ser Descontinuada en 2005)
- Sport Nacional (Corrida desde 1996 hasta ser descontinuada en 2002)
- Monomarca Volkswagen Fox-Entel PCS (Categoría corrida desde 2005 hasta ser descontinuada en 2007)